# Сюнык (верхний приток Кильмези)
Сюнык, Сынык — река в России, протекает в Селтинском районе Республики Удмуртия. Устье реки находится в 175 км по левому берегу реки Кильмезь. Длина реки составляет 10 км.
Исток реки у деревни Якимовцы в 11 км к юго-западу от села Селты. Река течёт на север, впадает в Кильмезь ниже деревни Виняшур-Бия.

## Данные водного реестра
По данным государственного водного реестра России относится к Камскому бассейновому округу, водохозяйственный участок реки — Вятка от водомерного поста посёлка городского типа Аркуль до города Вятские Поляны, речной подбассейн реки — Вятка. Речной бассейн реки — Кама.
По данным геоинформационной системы водохозяйственного районирования территории РФ, подготовленной Федеральным агентством водных ресурсов:
- Код водного объекта в государственном водном реестре — 10010300512111100038781
- Код по гидрологической изученности (ГИ) — 111103878
- Код бассейна — 10.01.03.005
- Номер тома по ГИ — 11
- Выпуск по ГИ — 1